# Albibarbefferia bimaculata
Albibarbefferia bimaculata là một loài ruồi trong họ Asilidae. Albibarbefferia bimaculata được Bellardi miêu tả năm 1861. Loài này phân bố ở vùng Tân nhiệt đới.